# Tristiridae
Famille
Les Tristiridae sont une famille d'insectes orthoptères.

## Distribution
Les espèces de cette famille se rencontrent en Amérique du Sud.

## Liste des genres
Selon Orthoptera Species File (16 juillet 2018) :
- sous-famille Atacamacridinae Carbonell & Mesa, 1972
  - genre Atacamacris Carbonell & Mesa, 1972
- sous-famille Tristirinae Rehn, 1906
  - tribu Elasmoderini Cigliano, 1989
    - genre Elasmoderus Saussure, 1888
    - genre Enodisomacris Cigliano, 1989
    - genre Uretacris Liebermann, 1943

  - tribu Tristirini Rehn, 1906
    - genre Moluchacris Rehn, 1942
    - genre Peplacris Rehn, 1942
    - genre Bufonacris Walker, 1871
    - genre Circacris Ronderos & Cigliano, 1989
    - genre Pappacris Uvarov, 1940
    - genre Tristira Brunner von Wattenwyl, 1900
    - genre Crites Rehn, 1942
    - genre Incacris Rehn, 1942
    - genre Paracrites Rehn, 1942
    - genre Punacris Rehn, 1942

  - tribu Tropidostethini Giglio-Tos, 1898
    - genre Elysiacris Rehn, 1942
    - genre Eremopachys Brancsik, 1901
    - genre Tebacris Cigliano, 1989
    - genre Tropidostethus Philippi, 1863

## Publication originale
- Rehn, 1906 : Notes on South American grasshoppers of the subfamily Acridinae (Acrididae), with descriptions of new genera and species. Proceedings of the United States National Museum, vol. 30, p. 371-391.